# Billericay Town FC
Billericay Town FC is een Engelse semi-betaaldvoetbalclub uit Billericay, Essex. De club won driemaal de FA Vase.
In december 2016 werd de club overgenomen door zakenman Glenn Tamplin, die verschillende spraakmakende spelers naar de club haalde, waaronder Jamie O'Hara, Jermaine Pennant en Paul Konchesky. Onder zijn leiding dwong de club in 2018 promotie af naar de National League South. Tamplin kondigde in september 2019 aan dat hij de club zou verlaten. In 2023 degradeerde Billericay Town naar de IFL Premier Division.